# Quand l'éternité...
Albums de Hélène Ségara
Le Best Of
(2004) Mon pays c'est la terre
(2008)
Singles
1. Méfie-toi de moi
Sortie : 30 octobre 2006
2. Rien n'est comme avant
Sortie : 26 février 2007
3. Tu ne seras jamais libre
Sortie : 2007
4. Father
Sortie : 2007

Quand l'éternité... est le 4e album studio d'Hélène Ségara, sorti en 2006.
Quand l'éternité... a été réalisé par Jean-Pierre Pilot ex-claviériste du groupe Indochine et accessoirement coréalisateur des albums de Zazie.
Hélène Ségara a écrit la majorité des textes.
Ces 12 chansons témoignent d'un discret mais assumé lifting musical.

## Titres
| No  | Titre                      | Durée |
| --- | -------------------------- | ----- |
| 1.  | Rien n'est comme avant     |       |
| 2.  | Méfie-toi de moi           |       |
| 3.  | Tu ne seras jamais libre   |       |
| 4.  | Quel est ton nom           |       |
| 5.  | Father                     |       |
| 6.  | Femme                      |       |
| 7.  | On dort toujours tout seul |       |
| 8.  | Dans nos souvenirs         |       |
| 9.  | Je te retiens              |       |
| 10. | J'attends                  |       |
| 11. | Douce                      |       |
| 12. | Quand l'éternité           |       |